# Интеграл столкновений
Интеграл столкновений — выражение, составляющее правую часть кинетического уравнения Больцмана, которое определяет скорость изменения функции распределения частиц {\displaystyle f\left({\vec {r}},{\vec {p}},t\right)} вследствие столкновений между ними:
Иногда интеграл столкновений называют оператором столкновений и обозначают {\displaystyle \mathrm {St} f} (от немецкого слова der Stoß — удар).
Если рассматривать только упругие парные столкновения в газе частиц одного сорта, то интеграл столкновений будет иметь вид:
или
где
- {\displaystyle f=f\left({\vec {r}},{\vec {p}},t\right),~f_{1}=f\left({\vec {r}},{\vec {p}}_{1},t\right)} — функции распределения частиц с импульсами {\displaystyle {\vec {p}},~{\vec {p}}_{1}} до столкновения;
- {\displaystyle f^{\prime }=f\left({\vec {r}},{\vec {p}}^{\prime },t\right),~f_{1}^{\prime }=f\left({\vec {r}},{\vec {p}}_{1}^{\prime },t\right)} — функции распределения частиц с импульсами {\displaystyle {\vec {p}}^{\prime },~{\vec {p}}_{1}^{\prime }} после столкновения;
- {\displaystyle \sigma (u,\theta )} — дифференциальное эффективное сечение рассеяния частиц в телесный угол {\displaystyle d\Omega };
- {\displaystyle {\vec {u}}={\vec {v}}-{\vec {v}}_{1}} — относительная скорость сталкивающихся частиц;
- {\displaystyle \theta } — угол между относительной скоростью и линией центров;
- {\displaystyle \omega =\mathrm {prob} ({\vec {p}}\,{\vec {p}}_{1}|{\vec {p}}^{\prime }\,{\vec {p}}_{1}^{\prime })} — плотность вероятности столкновения.

{\displaystyle \omega \,d^{3}p^{\prime }d^{3}p_{1}^{\prime }=u\,d\sigma ,}
{\displaystyle d\sigma =\sigma (u,\theta )\,d\Omega }.
Эффективное сечение зависит от вида потенциала взаимодействия двух частиц. В частности, для жёстких упругих сфер радиуса {\displaystyle R}:
{\displaystyle \sigma (u,\theta )=4R^{2}\cos \theta }.
Интеграл столкновений представляет собой разность мощностей источников и стоков частиц с данными импульсами:
где
- {\displaystyle q_{+}=\int \omega \cdot f^{\prime }f_{1}^{\prime }\,d^{3}p_{1}d^{3}p^{\prime }d^{3}p_{1}^{\prime }} — мощность источников частиц, то есть число молекул с определённым импульсом в данной точке, появляющихся за единицу времени в единице объёма и отнесённое к единичному интервалу импульсов;
- {\displaystyle q_{-}=\int \omega \cdot ff_{1}\,d^{3}p_{1}d^{3}p^{\prime }d^{3}p_{1}^{\prime }} — мощность стоков частиц, то есть число молекул с определённым импульсом в данной точке, исчезающих за единицу времени в единице объёма и отнесённое к единичному интервалу импульсов.

В случае, если для рассматриваемых молекул существенны квантовые эффекты, то интеграл столкновений принимает вид:
где знак «+» соответствует бозонам, а знак «−» — фермионам.

## Аппроксимации
Модель Бхатнагара-Гросса-Крука
{\displaystyle I(f,f^{\prime })={\frac {1}{\tau }}(f-f^{\prime })},
где {\displaystyle \tau } — время релаксации, то есть среднее время между столкновениями.